# 거창 갈천서당
거창 갈천서당(居昌 葛川書堂)은 대한민국 경상남도 거창군 북상면 갈계리에 있는 조선시대의 서당이다.
1993년 12월 27일 경상남도의 유형문화재 제295호 갈천서당으로 지정되었다가, 2018년 12월 20일 현재의 명칭으로 변경되었다.

## 개요
이 서당은 조선 명종 때 육현신의 한 사람으로 광주목사를 지낸 갈천 임훈이 후학 양성을 위하여 그의 아우 임운과 1573년에 건립하였다. 그 후 1878년에 후손들이 중건한 목조와가건물이다.
건물구성은 강당과 대문으로 되어 있는데, 강당은 정면 5칸,측면 1칸 반의 맞배지붕 홑처마이고 양측 면에 풍판을 달았다. 처마 밑에는 그 당시 사용하던 큰북의 외통이 걸려있다. 대문은 맞배지붕 솟을 대문이며 뜰에는 후손들이 세운 두 형제의 신도비가 나란히 세워져 있다.

## 참고 문헌
- 거창 갈천서당 - 국가유산청 국가유산포털